# اوغوز جیلان
اوغوز جیلان (انگلیسی: Oğuz Ceylan؛ زادهٔ ۱۶ دسامبر ۱۹۹۰) بازیکن فوتبال اهل ترکیه است.
از باشگاه‌هایی که در آن بازی کرده‌است می‌توان به باشگاه فوتبال بشیکتاش اشاره کرد.